# 1713 v hudbě

## Opery
- Francesco Feo – L'amor tirannico, ossia Zenobia
- Nicola Porpora – Basilio re d'oriente
- Antonio Vivaldi – Orlando Furioso

## Narození
- 7. leden – Giovanni Battista Locatelli, operní dirigent († 1785)
- 13. únor – Domènec Terradellas, španělský skladatel († 1751)
- březen – Giammaria Ortes, skladatel († 1790)
- 12. březen – Johann Adolph Hass, německý výrobce klavichordů a cembal († 1771)
- 7. duben – Nicola Sala, skladatel a hudební teoretik († 1801)
- 13. duben – Pierre Jélyotte, operní pěvec († 1797)
- 24. květen – Jan Zach, český skladatel, varhaník a houslista († 1773)
- 30. srpen – Jan Jiří Benda, český skladatel a houslista († 1752)
- 3. říjen – Antoine Dauvergne, skladatel a houslista († 1797)
- 24. říjen – Marie Fel, operní pěvkyně († 1794)
- říjen – Johann Ludwig Krebs, skladatel († 1780)
- 10. prosinec – Johann Nicolaus Mempel, německý hudebník († 1747)[1]
- neznámé datum
  - Johan Henrik Freithoff, skladatel a houslista († 1767)
  - Johannes Erasmus Iversen, dánský skladatel († 1755)

## Úmrtí
- 8. leden – Arcangelo Corelli, italský skladatel a houslista (* 1653)
- 30. březen – Govert Bidloo, operní lbratista (* 1649)
- 28. říjen – Paolo Lorenzani, italský skladatel (* 1640)
- neznámé datum – Ludovico Roncalli, italský skladatel pro kytaru (* 1654)